# Calvoa integrifolia
Espèce
Calvoa integrifolia est une espèce de plantes à fleurss de la famille des Melastomataceae et du genre Calvoa, endémique de Sao Tomé-et-Principe.